# Kombo Central
Kombo Central är ett distrikt i Gambia, som omfattar staden Brikama med omgivningar. Det ligger i regionen West Coast, i den västra delen av landet, 24 km söder om huvudstaden Banjul. Antalet invånare var 140 029 vid folkräkningen 2013.